# 巴基斯坦鮭口波魚
巴基斯坦鮭口波魚（学名：Sarcocheilichthys punjabensis）为輻鰭魚綱鯉形目鲤科的其中一種，於1872年由Francis Day描述，分布於亞洲印度及巴基斯坦，體長可達6公分。

## 扩展阅读
維基物種上的相關：巴基斯坦鮭口波魚